# Мартовски погром 2004.
Мартовски погром 2004. означава етничко чишћење српског цивилног становништва на Косову и Метохији марта 2004. године, који су организовали припадници некадашње Ослободилачке војске Косова (ОВК) и албански екстремисти. Мартовском погрому су претходила бројна убиства, отмице и уништавања имовине, у присуству међународних снага, које нису примерено реаговале.
Непосредан повод за спровођење погрома било је објављивање вести о дављењу тројице албанских дечака у реци Ибар, у селу Чабра, у већински српској општини Зубин Поток, за чију су смрт албански и светски медији најпре окривили Србе из суседног села Зупче. Од 17. до 19. марта 2004. године протеран је велики број Срба и другог неалбанског становништва, спаљене су њихове куће и оскрнављени су српски културно-историјски споменици. Два дана отвореног напада на српско цивилно становништво на Косову и Метохији се састојао у масовном прогону Срба, најмасовнијем од 1999. године.
Процењује се да је више од 4000 људи изгнано из својих кућа, широм Косова и Метохије, погинуло 28 људи, више од 900 људи је претучено и тешко повређено, уништено је 19 споменика културе прве категорије и 16 православних цркава које нису категорисане. Уништено је око 10.000 вредних фресака, икона, путира и многих других црквених реликвија, као и књиге крштених, венчаних и умрлих, које сведоче о вековном трајању Срба на Косову и Метохији. Око 935 српских, ромских и ашкалијских кућа је спаљено и уништено. Од Срба је етнички очишћено шест градова и девет села. Свим догађајима је присуствовала и/или је у њима учествовала Међународна мисија на Косову и Метохији, која се састојала од 20.000 припадника КФОР-а, 3000 припадника УНМИК-а, 6000 припадника Косовске полиције и њихових челника. Мисија је показала да није била спремна или није желела да осујети или спречи нападе.
Челници међународне мисије на Косову и Метохији су након погрома, временом мењали своје изјаве о начину настанка и узроцима истих. Погром су окарактерисали као „серију акција”, затим као „организовану акцију” и „спонтану реакцију”. И поред осуда погрома, главни организатори су остали некажњени, узроци недовољно истражени, жртве и последице се игноришу, чак се и јавно оправдавају, а исељавање неалбанског живља са Косова и Метохије се наставља до данас.

## Позадина
Након повлачења војске и полиције Југославије са територије Косова и Метохије, неалбанско становништво је постало мета напада некадашњих припадника Ослободилачке војске Косова и криминалних група. Бројна убиства, отмице и уништавања имовине су се догодили у присуству међународних снага. Оваква дела јавности су представљана као индивидуална и изолована дела насиља, чак и у случајевима када је убијано по десетак људи одједном, и за њих је важило изузетно поједностављено објашњење, да су последица мржње, која је остала иза Милошевићевог времена, масовних гробница и страдања Албанаца.
Нереаговање КФОР-а на насиље албанских екстремиста је уверило чак и оне Албанце који су били против насиља да међународна заједница јасно подржава идеју екстремних политичких група о Косову и Метохији без неалбанаца.
Било је доста најава и сазнања о Мартовском погрому, како за међународну заједницу, тако и за Србију, али они нису озбиљно схваћени.
Тако на пример, шест месеци пре погрома, у Приштини су се састали Вилијам Вокер, Весли Кларк, Бил Клинтон,  и Ричард Холбрук, као и Бернар Кушнер. Састанак је одржан ради подршке реализације заједничког пројекта „независног Косова” и најаве почетка преговора о статусу Косова и Метохије. Истом приликом, Холбрук и Кушнер су упозорили на одлучну борбу ОВК за независност Косова и Метохије и пренели претње ОВК о ескалацији насиља, у случају да међународна заједница настави са одлагањем одређивања коначног статуса Косова и Метохији, према жељама ОВК.
На могућност нових нереда на Косову и Метохији је указивао и пуковник Момир Стојановић, директор Војнобезбедносне агенције (ВБА) Војске Србије и Црне Горе, изјавивши да се може очекивати значајнији продор међународног радикалног исламизма и тероризма на западни Балкан, укључујући и територију СЦГ, чији је крајњи циљ стварање такозване „зелене трансверзале”. На исте активности на Балкану је указала и обавештајна приватна фирма „Стратфор”.
| \| # \| Црква / манастир \| Место \| Старост \| Опис нанете штете \| \| --- \| -------------------------------------------------------- \| ------------------------------------- \| ---------------------------------------------------------------------- \| ------------------------------------------------------------------------------------------------------------------------------------------------------------------------------------------- \| \| 1 \| Манастир Свете Тројице \| Мушутиште, Сува Река \| 14. век \| Опљачкан, демолиран, спаљен и на крају срушен до темеља експлозивом.[8] \| \| 2 \| Манастир Светог Марка \| Кориша, Призрен \| 15. век \| Опљачкан, демолиран, спаљен и на крају срушен до темеља експлозивом.[8] \| \| 3 \| Манастир Светог архангела Гаврила \| Бинча, Витина \| 14. век \| Манастир је опљачкан и спаљен 22-23 јуна 1999. Потом је манастир експлозивом разорен до темеља и у исто време је срушен манастирски конак.[8] \| \| 4 \| Манастир Успенија - Светог Уроша \| Шареник — Горња Неродимља \| 14. век \| Миниран и потпуно срушен.[8] \| \| 5 \| Манастир Светог Арханђела \| Горње Неродимље \| 14. век \| Миниран и потпуно уништен.[8] \| \| 6 \| Манастир Св. врача Козме и Дамјана \| Зочиште \| 14. век \| Опљачкан, демолиран, миниран и срушен до темеља, док су конаци спаљени и разрушени.[8] \| \| 7 \| Манастир Ваведења Пресвете Богородице \| Долац, код Клине \| 14. век, обновљена 1620. \| Прво је манастир спаљен, Свети престо је разрушен, затим миниран и срушен до темеља.[8] \| \| 8 \| Црква Успенија Богородице \| Мушутиште \| 1315. \| Спаљена и потом срушена до темеља.[8] \| \| 9 \| Црква Светог Ђорђа \| Рудник, Србица \| 14. век, обновељена у 16. веку \| Демолирана и спаљена, потом је експлозивима срушена.[8] \| \| 10 \| Црква Светог Николе \| Призрен \| Средњи век \| Задужбина српског племића из Призрена Рајка Киризлића. Црква је минирана са 20 мина, од чега пет експлодирало и начинило велику штету. Августа 1999. је потпуно уништена.[8] \| \| 11 \| Црква Свете Пречисте (Ваведење Богородице) \| Зочиште, Ораховац \| 15. век \| Оскрнављена и уништена крајем лета 1999.[8] \| \| 12 \| Црква Светог Ваведења \| Ретимље, Велика Хоча \| 1601-1602, обновљена 1925. \| Оскрнављена и уништена крајем лета 1999.[8] \| \| 13 \| Црква Светог Спаса \| Оптеруша, Велика Хоча \| 14. век, обновљена 1925. \| Срушена до темеља.[8] \| \| 14 \| Саборна црква Свете Тројице у Ђаковици \| Ђаковица \| 1998. (на темељима старије српске цркве из 1939. која је срушена 1950) \| Демолирана, спаљена и током ноћи 24/25 јула 1999. експлозивом срушена до темеља.[8] \| \| 15 \| Црква Светог Николе \| Словиње, Липља \| 14. век, обновљена у 19. веку \| Разрушена до темеља.[8] \| \| 16 \| Црква Светих апостола Петра и Павла \| Сува Река \| 1938. \| Демолирана па разрушена до темеља.[8] \| \| 17 \| Црква свете Тројице \| Петрич, Пећ \| 1993. \| Срушена експлозивима до темеља.[8] \| \| 18 \| Црква свете Тројице \| Велика Река, Вучитрн \| 1997. \| Демолирана, спаљена и неуспешно рушена[8] \| \| 19 \| Парохијска црква Свете тројице \| Грмово \| \| Спаљена и срушена до темеља јула 1999.[8] \| \| 20 \| Црква Светог Николе у Кијеву \| Клина \| 16. век \| Срушена до темеља, на гробљу су уништени крстеви и споменици.[8] \| \| 21 \| Црква Светог јеванђелисте Марка \| Клина \| \| Срушена експлозивом.[8] \| \| 22 \| Црква Свете Петке \| Добрчане \| \| Спаљена и делимично уништена.[8] \| \| 23 \| Црква Светог Василија Великог \| Горња Србица, Призрен \| 1863. \| Спаљена и уништена.[8] \| \| 24 \| Црква Свете Петке \| Заскок, Урошевац \| \| Минирана и срушена.[8] \| \| 25 \| Црква Светог Николе \| Гатња, Урошевац \| Изграђена у средњем веку, обновљена 1984. \| \| \| 26 \| Црква Богородице \| Горње Неродимље \| \| Демолирана и срушена.[8] \| \| 27 \| Црква Покрова Богородице \| Кориша, Призрен \| 16. век \| Срушена до темеља, са старим црквиштем и гробљем.[8] \| \| 28 \| Црква Светог Јеремије \| Гребник, Клина \| 1923. \| Срушена до темеља; терен је утабан булдожером.[8] \| \| 29 \| Црква Свете Петке \| Бинча, Витина \| \| Јула 1999. је спаљена, оскрнављена а потом минирана.[8] \| \| 30 \| Црква Светог Спаса \| Дворани, Мушутиште, Сува Река \| 1465. \| Потпуно срушена у лето 1999.[8] \| \| 31 \| Црква Светог Илије \| Локвици, Призрен \| Темељи ит 13. века, подигнута 1866. \| Оскрнављена и потом минирана августа 1999.[8] \| \| 32 \| Црква у Горњем Закуту \| Подујево \| 14. век \| Минирана и потом срушена новембра 1999.[8] \| \| 33 \| Црква Светог Николе \| Ђураковац, Исток \| 14. век \| Потпуно срушена, као и оближње гробље.[8] \| \| 34 \| Црква Светог Николе \| Осојане, Исток \| \| Оскрнављена и срушена лета 1999.[8] \| \| 35 \| Црква Светог Илије \| Жегра, Гњилане \| 1931. \| Демолирана, спаљена и срушена, као и две црквене зграде и оближње гробље.[8] \| \| 36 \| Црква Светог Илије \| Помазатин, Белаћевац, Косово Поље \| 1937. \| Срушена 1941. Лета 1999. спаљена и делимично срушена, јула 2000. порушена до темеља.[8] \| \| 37 \| Црква Светих архангела \| Мушутиште \| 19. век \| Црква је спаљена крајем јуна 1999. и касније делимично срушена након доласка снага КФОР-а.[8] \| \| 38 \| Црква Светог Николе \| Доње Неродимље \| Обновљена 1983. \| Демолирана, спаљена и минирана.[8] \| \| 39 \| Црква Светог Стефана \| Доње Неродимље \| 14. век \| Обновљена 1996, демолирана, спаљена и минирана.[8] \| \| 40 \| Црква Светог Василија Острошког \| Љубово, Исток \| 1939. \| Минирана новембра 2002.[8] \| \| 41 \| Црква Свете Богородице - Св. Петка \| Подгорце, Витина \| \| Обновљена 1996. Демолирана, спаљена и јуна 2000. минирањем уништена до темеља.[8] \| \| 42 \| Манастир Девич \| Србица \| 1434. \| Демолиран и опљачкан 1999.[8] \| \| 43 \| Манастир Ваведење Богородице \| Бело Поље, Пећ \| 16. век, обновељен 1868. \| Демолиран и спаљен. Гробље око манастира је порушено и засуто смећем.[8] \| \| 44 \| Саборна црква Светог Уроша \| Урошевац \| 1929. \| Демолирана и спаљена.[8] \| \| 45 \| Црква Светог пророрка Илије \| Вучитрн \| 1864. \| Опљачкана, демолирана и паљена. На почетку 2000. године у цркву је срушена галерија хора, гробови око цркве су уништени и две црквене зграде су спаљене.[8] \| \| 46 \| Црква Светог Јована Претече \| код Вучитрна \| 14. век, обновљена 1932. \| Демолирана и спаљена, уз покушаје рушења и копања у цркви и око темеља цркве.[8] \| \| 47 \| Црква Свете Параскеве \| Дрсник, Пећ \| 14. век, фреске из 1570. \| Оскрнављена, демолирана и спаљена.[8] \| \| 48 \| Црква Богодичина \| Накло, Пећ \| 1985. \| Демолирана и паљена.[8] \| \| 49 \| Црква светих апостола \| Петровце, Косовска Каменица \| \| Демолирана и спаљена.[8] \| \| 50 \| Црква Светог Јована Крститеља \| Пећка бања, Пећ \| 1996. \| Демолирана и паљена.[8] \| \| 51 \| Црква Сабора Срба светитеља \| Ђураковац, Пећ \| 1997. \| Демолирана а потом новембра 2002. донекле минирана у присуству КФОР-а. Такође је спаљен и парохијски дом.[8] \| \| 52 \| Црква Светог пророка Илије \| Бистражин \| 14. век, обновљена 1930. \| Албанци су је срушили током Другог светског рата. Поновно је обновљена 1988. У међувремену је потпуно оштећена.[8] \| \| 53 \| Црква Светог Димитрија \| Сига, Пећ \| 14. век, обновљена 1937. \| Демолирана и спаљена.[8] \| \| 54 \| Црква Светих врача \| Новаке, Призрен \| 14. век, обновљена 1991. \| Демолирана, паљена, покушано је минирање. Гробови око цркве су порушени.[8] \| \| 55 \| Црква Ваведења Богородице \| Велико Крушево, Клина \| 14. век, обновљена 1980. \| Опљачкана и делимично спаљена.[8] \| \| 56 \| Црква Светог Николе \| Љубижда, Призрен \| 16. век, обновљена 1867. \| Опљачкана и демолирана, парохијски дом је спаљен.[8] \| \| 57 \| Црква Светог пророка Илије \| Љубижда, Призрен \| 16. век, обновљена 1979. \| Опљачкана, демолирана, паљена и минирана. Гробље око цркве је уништено.[8] \| \| 58 \| Храм Христа Спаса \| Приштина \| 1998. \| Изгрња је започета 1998. Албанци су августа 1999. поставили експлозив на четири места, од чега су два експлодирала.[8] \| \| 59 \| Црква Светог Илије \| Смаћ, Призрен \| 1994. \| Демолирана, спаљена и минирана.[8] \| \| 60 \| Црква Светог Илије \| Некодим, Урошевац \| 1921, обновљена 1975. \| Демолирана и запаљена.[8] \| \| 61 \| Црква Светих апостола Петра и Павла \| Талиновац, Урошевац \| ХХ век \| Демолирана и запаљена, гробље око цркве је уништено.[8] \| \| 62 \| Црква Свете тројице \| Бабљак, Урошевац \| Више пута разарана, обновељна 1966. \| Демолирана и запаљена.[8] \| \| 63 \| Црква рођења Богородице \| Софтовић, Уршевац \| \| Демолирана и запаљена.[8] \| \| 64 \| Црква Светог Илије \| Нови Качаник \| 1929. \| Демолирана и запаљена.[8] \| \| 65 \| Црква Ваведења (Св. Кнез Лазар) \| Кош, Исток \| \| Црквена врата су проваљена, црка је изнутра уништена.[8] \| \| 66 \| Црква Свете тројице \| Житиње, Клокот \| 1980. \| Дошло је до покушаја паљења јула 1999. Касније је демолирана и оштећена.[8] \| \| 67 \| Црква Светог Лазара Четвородневног (Св. Ђорђа) \| Белица код Рудника, Србица \| 16. век \| Црква је запаљена.[8] \| \| 68 \| Црква Свете тројице \| Доњи Ратиш \| 1935. \| Албанци су је уништили 1941. Обновљена је 1992. Албанци су нападали цркву шест пута од 1996. до 1998. Црква је оштећена и демолирана.[8] \| \| 69 \| Црква Светог апостола Луке \| Витомирци, Пећ \| 1912. \| Спаљена и оскрнављена августа 1999.[8] \| \| 70 \| Црква Светог апостола Андреја Првозваног (Св. Илија) \| Подујево \| 1929. \| Током Другог светског рата, Албанци су уништили кубе и цркву оскрнавили. Црква је обновљена 1971. Крајем 1999. црква је поново оскрнављена и спаљена.[8] \| \| 71 \| Црква Светих апостола Петра и Павла (Краљева црква) \| Горња Пакаштица, Подујево \| 1289. — Задужбина краља Милутина \| На темељима старе цркве је 1925. подигнута нова црква. Средином јуна 1999. црква бива оскрнављена, демолирана. Гробље око цркве је уништено.[8] \| \| 72 \| Параклис - капела \| Косовска Митровица \| 1939. (на остацима старог црквишта) \| Скрнављена више пута и пре 1999. године.[8] \| \| 73 \| Црква Светих апостола Петра и Павла \| Исток \| 1929. \| Скрнављена и спаљена.[8] \| \| 74 \| Црква Светог кнеза Лазара \| Пискота \| 1991—1994 \| Саграђена у српском гробљу. Албанци су 1999. уништили крст ан куполи, оскрнавили цркву и гробље, потом су цркву минирали и спалили парохијски дом.[8] \| \| 75 \| Црква Светог Николе \| Поповљани, Сува Река \| 1626. \| Црква је имала дивне фреске. Августа 1999. прво је црква опљачкана, оскрнављена и демолирана, као и гробље.[8] \| \| 76 \| Црква Светог Николе \| Штимље \| 1926. \| Подигнута на темељима старе гробљанске цркве, половином јула 1999. оскрнављена и демолирана у близини британског КФОР-а.[8] \| \| 77 \| Црква Светог архангела Михаила \| Штимље \| 1920—1922 \| Иконостас је радио Урош Предић. Реновирана је 1977. Цркву су Албанци оскрнавили и запалили 1999. Фреске су уништене.[8] \| \| 78 \| Црква Светог Спаса \| Мушутиште \| \| На почетку јула 1999. црква је опљачкана, осркнављена и спаљена.[8] \| \| 79 \| Црква Свете Петке \| Мушутиште \| 19. век \| Црква је обновљена 1973. Црква је оскрнављена и запаљена крајем јуна 1999.[8] \| \| 80 \| Црква Светог Илије \| Церница, Гњилане \| 15. век \| Црква је минирана 15. јануара 2000, док су припадници америчког КФОР-а били на 70 метара удаљености. Експлозија је уништила унутрашњост цркве и нанела штету на три суседне српске куће.[8] \| \| 81 \| Црква Светог Николе \| Бањска, Вучитрн \| 1346. \| Црква је прво оскрнављена и демолирана. На Савиндан 2000. је минирана, док су у близини били припадници КФОР-а из Арапских Емирата.[8] \| \| 82 \| Црква Светог Николе \| Млечани, Клина \| 16-17 век \| Кров и део олтара Албанци су уништили 1999.[8] \| \| 83 \| Црква Светог Николе \| Мушниково, Средачка жупа код Призрена \| 16. век \| Црква је минирана 4. септембра 2000.[8] \| \| 84 \| Црква Светог Николе \| Гњилане \| 20. век \| Потпуно је минирана 8. фебруара 2001.[8] \| \| 85 \| Црква Светог Николе \| Грнчар, Витина \| 14. век[8] \| \| \| 86 \| Испосница манастира Високи Дечани \| Дечани \| 14. век[8] \| \| \| 87 \| Црква Пресвете Богородице \| Дечани \| 14. век \| Крај манастира Високи Дечани.[8] \| \| 88 \| Црква Свете Киријакије (Недеље) \| Брњача, Ораховац \| 1852.[8] \| \| \| 89 \| Црква Светог Јована \| Леочина, Србица \| 14. век[8] \| \| \| 90 \| Испосница Уљарица \| Клина \| 14. век[8] \| \| \| 91 \| Црква Свете Недеље \| Живињане, Призрен \| 16. век[8] \| \| \| 92 \| Црква Светог Николе \| Оптеруша, Ораховац \| 14. век[8] \| Обновљена 1934. \| \| 93 \| Црква Свете Петке \| Пећ \| 14. век[8] \| Обновљена 1912. \| \| 94 \| Црква Светих Козме и Дамјана \| Поткаљаја, Призрен \| 14. век[8] \| Обновљена у 19. веку. \| \| 95 \| Руговска испосница \| Пећ \| 13—14 век[8] \| \| \| 96 \| Испосница Светог Николе \| Призрен \| 14. век[8] \| \| \| 97 \| Црква Светог архангела Михаила \| Ракитница, Подујево \| 14. век[8] \| \| \| 98 \| Црква Светог Николе \| Средска, Призрен \| 15. век[8] \| Обновљена 1875. \| \| 99 \| Црква Светог Ђорђа \| Речане, Сува Река \| 14. век[8] \| \| \| 100 \| Црква Светог Николе \| Сићево, Клина \| 15. век[8] \| \| \| 101 \| Црква Светих апостола Петра и Павла (манастир Петровица) \| Добра Вода, Клина \| 13-14 век.[8] \| \| \| 102 \| Црква Светог Николе \| Чабић, Клина \| 16. век[8] \| \| \| 103 \| Црква Светих Козме и Дамјана \| Подграђе, Клина \| 16. век[8] \| \| \| 104 \| Црква непознатог светог \| Пустеник, Качаник \| 10—11 век[8] \| \| \| 105 \| Црква Свете тројице \| Српски Бабуш, Урошевац \| 20. век[8] \| \| \| 106 \| Црква Светог Димитрија \| Сушица, Грачаница \| 18. век[8] \| \| \| 107 \| Црква Светог Јована Претече (Митрополија) \| Пећ \| 1982.[8] \| \| \| 108 \| Црква Светог Николе \| \| 1830. \| Црква је обновљена 1830. Садржала је иконостас у дуборезу настао почетком 19. века. Више пута је нападана и каменована. Пархоијски дом поред цркве је каменован и спаљен.[8] \| |                                                          |                                       |                                                                        | |
| # | Црква / манастир                                         | Место                                 | Старост                                                                | Опис нанете штете |
| 1 | Манастир Свете Тројице                                   | Мушутиште, Сува Река                  | 14. век                                                                | Опљачкан, демолиран, спаљен и на крају срушен до темеља експлозивом. |
| 2 | Манастир Светог Марка                                    | Кориша, Призрен                       | 15. век                                                                | Опљачкан, демолиран, спаљен и на крају срушен до темеља експлозивом. |
| 3 | Манастир Светог архангела Гаврила                        | Бинча, Витина                         | 14. век                                                                | Манастир је опљачкан и спаљен 22-23 јуна 1999. Потом је манастир експлозивом разорен до темеља и у исто време је срушен манастирски конак.                                               |
| 4 | Манастир Успенија - Светог Уроша                         | Шареник — Горња Неродимља             | 14. век                                                                | Миниран и потпуно срушен. |
| 5 | Манастир Светог Арханђела                                | Горње Неродимље                       | 14. век                                                                | Миниран и потпуно уништен. |
| 6 | Манастир Св. врача Козме и Дамјана                       | Зочиште                               | 14. век                                                                | Опљачкан, демолиран, миниран и срушен до темеља, док су конаци спаљени и разрушени. |
| 7 | Манастир Ваведења Пресвете Богородице                    | Долац, код Клине                      | 14. век, обновљена 1620.                                               | Прво је манастир спаљен, Свети престо је разрушен, затим миниран и срушен до темеља. |
| 8 | Црква Успенија Богородице                                | Мушутиште                             | 1315.                                                                  | Спаљена и потом срушена до темеља. |
| 9 | Црква Светог Ђорђа                                       | Рудник, Србица                        | 14. век, обновељена у 16. веку                                         | Демолирана и спаљена, потом је експлозивима срушена. |
| 10 | Црква Светог Николе                                      | Призрен                               | Средњи век                                                             | Задужбина српског племића из Призрена Рајка Киризлића. Црква је минирана са 20 мина, од чега пет експлодирало и начинило велику штету. Августа 1999. је потпуно уништена.                |
| 11 | Црква Свете Пречисте (Ваведење Богородице)               | Зочиште, Ораховац                     | 15. век                                                                | Оскрнављена и уништена крајем лета 1999. |
| 12 | Црква Светог Ваведења                                    | Ретимље, Велика Хоча                  | 1601-1602, обновљена 1925.                                             | Оскрнављена и уништена крајем лета 1999. |
| 13 | Црква Светог Спаса                                       | Оптеруша, Велика Хоча                 | 14. век, обновљена 1925.                                               | Срушена до темеља. |
| 14 | Саборна црква Свете Тројице у Ђаковици                   | Ђаковица                              | 1998. (на темељима старије српске цркве из 1939. која је срушена 1950) | Демолирана, спаљена и током ноћи 24/25 јула 1999. експлозивом срушена до темеља. |
| 15 | Црква Светог Николе                                      | Словиње, Липља                        | 14. век, обновљена у 19. веку                                          | Разрушена до темеља. |
| 16 | Црква Светих апостола Петра и Павла                      | Сува Река                             | 1938.                                                                  | Демолирана па разрушена до темеља. |
| 17 | Црква свете Тројице                                      | Петрич, Пећ                           | 1993.                                                                  | Срушена експлозивима до темеља. |
| 18 | Црква свете Тројице                                      | Велика Река, Вучитрн                  | 1997.                                                                  | Демолирана, спаљена и неуспешно рушена |
| 19 | Парохијска црква Свете тројице                           | Грмово                                |                                                                        | Спаљена и срушена до темеља јула 1999. |
| 20 | Црква Светог Николе у Кијеву                             | Клина                                 | 16. век                                                                | Срушена до темеља, на гробљу су уништени крстеви и споменици. |
| 21 | Црква Светог јеванђелисте Марка                          | Клина                                 |                                                                        | Срушена експлозивом. |
| 22 | Црква Свете Петке                                        | Добрчане                              |                                                                        | Спаљена и делимично уништена. |
| 23 | Црква Светог Василија Великог                            | Горња Србица, Призрен                 | 1863.                                                                  | Спаљена и уништена. |
| 24 | Црква Свете Петке                                        | Заскок, Урошевац                      |                                                                        | Минирана и срушена. |
| 25 | Црква Светог Николе                                      | Гатња, Урошевац                       | Изграђена у средњем веку, обновљена 1984.                              | |
| 26 | Црква Богородице                                         | Горње Неродимље                       |                                                                        | Демолирана и срушена. |
| 27 | Црква Покрова Богородице                                 | Кориша, Призрен                       | 16. век                                                                | Срушена до темеља, са старим црквиштем и гробљем. |
| 28 | Црква Светог Јеремије                                    | Гребник, Клина                        | 1923.                                                                  | Срушена до темеља; терен је утабан булдожером. |
| 29 | Црква Свете Петке                                        | Бинча, Витина                         |                                                                        | Јула 1999. је спаљена, оскрнављена а потом минирана. |
| 30 | Црква Светог Спаса                                       | Дворани, Мушутиште, Сува Река         | 1465.                                                                  | Потпуно срушена у лето 1999. |
| 31 | Црква Светог Илије                                       | Локвици, Призрен                      | Темељи ит 13. века, подигнута 1866.                                    | Оскрнављена и потом минирана августа 1999. |
| 32 | Црква у Горњем Закуту                                    | Подујево                              | 14. век                                                                | Минирана и потом срушена новембра 1999. |
| 33 | Црква Светог Николе                                      | Ђураковац, Исток                      | 14. век                                                                | Потпуно срушена, као и оближње гробље. |
| 34 | Црква Светог Николе                                      | Осојане, Исток                        |                                                                        | Оскрнављена и срушена лета 1999. |
| 35 | Црква Светог Илије                                       | Жегра, Гњилане                        | 1931.                                                                  | Демолирана, спаљена и срушена, као и две црквене зграде и оближње гробље. |
| 36 | Црква Светог Илије                                       | Помазатин, Белаћевац, Косово Поље     | 1937.                                                                  | Срушена 1941. Лета 1999. спаљена и делимично срушена, јула 2000. порушена до темеља. |
| 37 | Црква Светих архангела                                   | Мушутиште                             | 19. век                                                                | Црква је спаљена крајем јуна 1999. и касније делимично срушена након доласка снага КФОР-а.                                                                                               |
| 38 | Црква Светог Николе                                      | Доње Неродимље                        | Обновљена 1983.                                                        | Демолирана, спаљена и минирана. |
| 39 | Црква Светог Стефана                                     | Доње Неродимље                        | 14. век                                                                | Обновљена 1996, демолирана, спаљена и минирана. |
| 40 | Црква Светог Василија Острошког                          | Љубово, Исток                         | 1939.                                                                  | Минирана новембра 2002. |
| 41 | Црква Свете Богородице - Св. Петка                       | Подгорце, Витина                      |                                                                        | Обновљена 1996. Демолирана, спаљена и јуна 2000. минирањем уништена до темеља. |
| 42 | Манастир Девич                                           | Србица                                | 1434.                                                                  | Демолиран и опљачкан 1999. |
| 43 | Манастир Ваведење Богородице                             | Бело Поље, Пећ                        | 16. век, обновељен 1868.                                               | Демолиран и спаљен. Гробље око манастира је порушено и засуто смећем. |
| 44 | Саборна црква Светог Уроша                               | Урошевац                              | 1929.                                                                  | Демолирана и спаљена. |
| 45 | Црква Светог пророрка Илије                              | Вучитрн                               | 1864.                                                                  | Опљачкана, демолирана и паљена. На почетку 2000. године у цркву је срушена галерија хора, гробови око цркве су уништени и две црквене зграде су спаљене.                                 |
| 46 | Црква Светог Јована Претече                              | код Вучитрна                          | 14. век, обновљена 1932.                                               | Демолирана и спаљена, уз покушаје рушења и копања у цркви и око темеља цркве. |
| 47 | Црква Свете Параскеве                                    | Дрсник, Пећ                           | 14. век, фреске из 1570.                                               | Оскрнављена, демолирана и спаљена. |
| 48 | Црква Богодичина                                         | Накло, Пећ                            | 1985.                                                                  | Демолирана и паљена. |
| 49 | Црква светих апостола                                    | Петровце, Косовска Каменица           |                                                                        | Демолирана и спаљена. |
| 50 | Црква Светог Јована Крститеља                            | Пећка бања, Пећ                       | 1996.                                                                  | Демолирана и паљена. |
| 51 | Црква Сабора Срба светитеља                              | Ђураковац, Пећ                        | 1997.                                                                  | Демолирана а потом новембра 2002. донекле минирана у присуству КФОР-а. Такође је спаљен и парохијски дом.                                                                                |
| 52 | Црква Светог пророка Илије                               | Бистражин                             | 14. век, обновљена 1930.                                               | Албанци су је срушили током Другог светског рата. Поновно је обновљена 1988. У међувремену је потпуно оштећена.                                                                          |
| 53 | Црква Светог Димитрија                                   | Сига, Пећ                             | 14. век, обновљена 1937.                                               | Демолирана и спаљена. |
| 54 | Црква Светих врача                                       | Новаке, Призрен                       | 14. век, обновљена 1991.                                               | Демолирана, паљена, покушано је минирање. Гробови око цркве су порушени. |
| 55 | Црква Ваведења Богородице                                | Велико Крушево, Клина                 | 14. век, обновљена 1980.                                               | Опљачкана и делимично спаљена. |
| 56 | Црква Светог Николе                                      | Љубижда, Призрен                      | 16. век, обновљена 1867.                                               | Опљачкана и демолирана, парохијски дом је спаљен. |
| 57 | Црква Светог пророка Илије                               | Љубижда, Призрен                      | 16. век, обновљена 1979.                                               | Опљачкана, демолирана, паљена и минирана. Гробље око цркве је уништено. |
| 58 | Храм Христа Спаса                                        | Приштина                              | 1998.                                                                  | Изгрња је започета 1998. Албанци су августа 1999. поставили експлозив на четири места, од чега су два експлодирала.                                                                      |
| 59 | Црква Светог Илије                                       | Смаћ, Призрен                         | 1994.                                                                  | Демолирана, спаљена и минирана. |
| 60 | Црква Светог Илије                                       | Некодим, Урошевац                     | 1921, обновљена 1975.                                                  | Демолирана и запаљена. |
| 61 | Црква Светих апостола Петра и Павла                      | Талиновац, Урошевац                   | ХХ век                                                                 | Демолирана и запаљена, гробље око цркве је уништено. |
| 62 | Црква Свете тројице                                      | Бабљак, Урошевац                      | Више пута разарана, обновељна 1966.                                    | Демолирана и запаљена. |
| 63 | Црква рођења Богородице                                  | Софтовић, Уршевац                     |                                                                        | Демолирана и запаљена. |
| 64 | Црква Светог Илије                                       | Нови Качаник                          | 1929.                                                                  | Демолирана и запаљена. |
| 65 | Црква Ваведења (Св. Кнез Лазар)                          | Кош, Исток                            |                                                                        | Црквена врата су проваљена, црка је изнутра уништена. |
| 66 | Црква Свете тројице                                      | Житиње, Клокот                        | 1980.                                                                  | Дошло је до покушаја паљења јула 1999. Касније је демолирана и оштећена. |
| 67 | Црква Светог Лазара Четвородневног (Св. Ђорђа)           | Белица код Рудника, Србица            | 16. век                                                                | Црква је запаљена. |
| 68 | Црква Свете тројице                                      | Доњи Ратиш                            | 1935.                                                                  | Албанци су је уништили 1941. Обновљена је 1992. Албанци су нападали цркву шест пута од 1996. до 1998. Црква је оштећена и демолирана.                                                    |
| 69 | Црква Светог апостола Луке                               | Витомирци, Пећ                        | 1912.                                                                  | Спаљена и оскрнављена августа 1999. |
| 70 | Црква Светог апостола Андреја Првозваног (Св. Илија)     | Подујево                              | 1929.                                                                  | Током Другог светског рата, Албанци су уништили кубе и цркву оскрнавили. Црква је обновљена 1971. Крајем 1999. црква је поново оскрнављена и спаљена.                                    |
| 71 | Црква Светих апостола Петра и Павла (Краљева црква)      | Горња Пакаштица, Подујево             | 1289. — Задужбина краља Милутина                                       | На темељима старе цркве је 1925. подигнута нова црква. Средином јуна 1999. црква бива оскрнављена, демолирана. Гробље око цркве је уништено.                                             |
| 72 | Параклис - капела                                        | Косовска Митровица                    | 1939. (на остацима старог црквишта)                                    | Скрнављена више пута и пре 1999. године. |
| 73 | Црква Светих апостола Петра и Павла                      | Исток                                 | 1929.                                                                  | Скрнављена и спаљена. |
| 74 | Црква Светог кнеза Лазара                                | Пискота                               | 1991—1994                                                              | Саграђена у српском гробљу. Албанци су 1999. уништили крст ан куполи, оскрнавили цркву и гробље, потом су цркву минирали и спалили парохијски дом.                                       |
| 75 | Црква Светог Николе                                      | Поповљани, Сува Река                  | 1626.                                                                  | Црква је имала дивне фреске. Августа 1999. прво је црква опљачкана, оскрнављена и демолирана, као и гробље.                                                                              |
| 76 | Црква Светог Николе                                      | Штимље                                | 1926.                                                                  | Подигнута на темељима старе гробљанске цркве, половином јула 1999. оскрнављена и демолирана у близини британског КФОР-а.                                                                 |
| 77 | Црква Светог архангела Михаила                           | Штимље                                | 1920—1922                                                              | Иконостас је радио Урош Предић. Реновирана је 1977. Цркву су Албанци оскрнавили и запалили 1999. Фреске су уништене.                                                                     |
| 78 | Црква Светог Спаса                                       | Мушутиште                             |                                                                        | На почетку јула 1999. црква је опљачкана, осркнављена и спаљена. |
| 79 | Црква Свете Петке                                        | Мушутиште                             | 19. век                                                                | Црква је обновљена 1973. Црква је оскрнављена и запаљена крајем јуна 1999. |
| 80 | Црква Светог Илије                                       | Церница, Гњилане                      | 15. век                                                                | Црква је минирана 15. јануара 2000, док су припадници америчког КФОР-а били на 70 метара удаљености. Експлозија је уништила унутрашњост цркве и нанела штету на три суседне српске куће. |
| 81 | Црква Светог Николе                                      | Бањска, Вучитрн                       | 1346.                                                                  | Црква је прво оскрнављена и демолирана. На Савиндан 2000. је минирана, док су у близини били припадници КФОР-а из Арапских Емирата.                                                      |
| 82 | Црква Светог Николе                                      | Млечани, Клина                        | 16-17 век                                                              | Кров и део олтара Албанци су уништили 1999. |
| 83 | Црква Светог Николе                                      | Мушниково, Средачка жупа код Призрена | 16. век                                                                | Црква је минирана 4. септембра 2000. |
| 84 | Црква Светог Николе                                      | Гњилане                               | 20. век                                                                | Потпуно је минирана 8. фебруара 2001. |
| 85 | Црква Светог Николе                                      | Грнчар, Витина                        | 14. век                                                                | |
| 86 | Испосница манастира Високи Дечани                        | Дечани                                | 14. век                                                                | |
| 87 | Црква Пресвете Богородице                                | Дечани                                | 14. век                                                                | Крај манастира Високи Дечани. |
| 88 | Црква Свете Киријакије (Недеље)                          | Брњача, Ораховац                      | 1852.                                                                  | |
| 89 | Црква Светог Јована                                      | Леочина, Србица                       | 14. век                                                                | |
| 90 | Испосница Уљарица                                        | Клина                                 | 14. век                                                                | |
| 91 | Црква Свете Недеље                                       | Живињане, Призрен                     | 16. век                                                                | |
| 92 | Црква Светог Николе                                      | Оптеруша, Ораховац                    | 14. век                                                                | Обновљена 1934. |
| 93 | Црква Свете Петке                                        | Пећ                                   | 14. век                                                                | Обновљена 1912. |
| 94 | Црква Светих Козме и Дамјана                             | Поткаљаја, Призрен                    | 14. век                                                                | Обновљена у 19. веку. |
| 95 | Руговска испосница                                       | Пећ                                   | 13—14 век                                                              | |
| 96 | Испосница Светог Николе                                  | Призрен                               | 14. век                                                                | |
| 97 | Црква Светог архангела Михаила                           | Ракитница, Подујево                   | 14. век                                                                | |
| 98 | Црква Светог Николе                                      | Средска, Призрен                      | 15. век                                                                | Обновљена 1875. |
| 99 | Црква Светог Ђорђа                                       | Речане, Сува Река                     | 14. век                                                                | |
| 100 | Црква Светог Николе                                      | Сићево, Клина                         | 15. век                                                                | |
| 101 | Црква Светих апостола Петра и Павла (манастир Петровица) | Добра Вода, Клина                     | 13-14 век.                                                             | |
| 102 | Црква Светог Николе                                      | Чабић, Клина                          | 16. век                                                                | |
| 103 | Црква Светих Козме и Дамјана                             | Подграђе, Клина                       | 16. век                                                                | |
| 104 | Црква непознатог светог                                  | Пустеник, Качаник                     | 10—11 век                                                              | |
| 105 | Црква Свете тројице                                      | Српски Бабуш, Урошевац                | 20. век                                                                | |
| 106 | Црква Светог Димитрија                                   | Сушица, Грачаница                     | 18. век                                                                | |
| 107 | Црква Светог Јована Претече (Митрополија)                | Пећ                                   | 1982.                                                                  | |
| 108 | Црква Светог Николе                                      |                                       | 1830.                                                                  | Црква је обновљена 1830. Садржала је иконостас у дуборезу настао почетком 19. века. Више пута је нападана и каменована. Пархоијски дом поред цркве је каменован и спаљен.                |

## Догађаји пред погром
Почетком марта 2004. године, на мосту на Ибру, који дели северни и јужни део Косовске Митровице, демонстрирало и провоцирало је више хиљада Албанаца настојећи да пробије барикаду КФОР-а и насрне на северни српски део, поводом нетачне информације да Срби „косовску струју”, преко диспечерског центра у северној Косовској Митровици, преносе у друге делове Србије.
Током првих разговора приштинске и београдске делегације о проблемима у енергетици 4. марта, у центру Приштине су одржане демонстрације као знак противљење дијалога са Београдом. Демонстрације је организовао Народни покрет Косова, творац ОВК и имале су мали број учесника.
Недалеко од Липљана су убијени Мирјана Марковић и Златомир Костић, а пуцано је и на српске куће у Старом Грацку. Злочине КФОР није окарактерисао као етнички мотивисане.

У размаку од пет дана, почетком марта у Приштини је експлодирало пет бомби: испред поште, једна је пронађена испред седишта УНМИК-а, а пета је 12. марта бачена из аутомобила у покрету на кућу Ибрахима Ругове, у насељу Веланија. Албански и званичници УНМИК-а су релативизовали позадину и суштину ових напада.
Средином марта 2004. године, у већем броју градова широм Косова и Метохије су одржани протести удружења ветерана ОВК, поводом хапшења Селима Краснићија, команданта Косовског заштитног корпуса у Призрену и неколико његових официра, који су ухапшени 16. марта, на основу оптужнице међународног тужиоца за ратне злочине и организовани криминал. На протестима се захтевало пуштање ухапшених на слободу, оштро је критикована политика УНМИК-а према ОВК и узвикивали су се захтеви да КФОР и УНМИК напусте Косово и Метохију. Тражено је да се што пре призна независност Косова и Метохије, за коју су се борили, исказујући истовремено отворену мржњу према Србији и Србима, подгревана је атмосфера, нарочито код младих, тражене су српске главе.
У селу Чаглавица је 15. марта после 19.00 часова тешко рањен Јовица Ивић, осамнаестогодишњи Србин, у кога је из возила у покрету пуцано рафалном паљбом, док је пешице ишао поред магистралног пута Приштина—Скопље. Убрзо након тога, Срби су у знак протеста блокирали пут Приштина—Скопље и Приштина—Призрен. Блокада је трајала до поподневних часова 17. марта.
Званичан повод за насиље је било дављење тројице дечака у селу Чабра, у општини Зубин Поток. Према њиховој верзији догађаја, четворица дечака су 16. марта 2004. године бежећи од паса и деце из суседног српског села Зупче, упали у реку Ибар и тројица од њих су се удавили, а само један је успео да се домогне обале. Током ноћи су пронађена тела двојице дечака. Међутим, случај још увек није био истражен и за оптуживање није било доказа. Каснијим истрагама УНМИК полиције утврђено је да су ови наводи били нетачни и да на основу понуђених доказа није постојала основана сумња о почињеном кривичном делу било ког појединца или појединаца. Портпарол УНМИК-а Нериџ Синг је изјавио да су после трагедије преживели дечак био под притиском албанских медија и политичара да оптужи Србе из суседног села Зупче. Портпарол УНМИК-а Дерек Чепел је демантовао да су два дечака страдала бежећи од Срба и оценио да је насиље било планирано. Штавише, с обзиром да је тог дана река Ибар била са већим нивоом због пуштања бране Газиводе и случајно упадање деце у хладну воду би имало фаталне последице. Објављивање овакве вести је претходило погрому, који су албански екстремисти, уз међународну подршку, припремали годинама раније. Доказ за то је чињеница да се насиље великом брзином проширило на целу територију Косова и Метохије, а прве су погођене српске енклаве, близу важних путева без којих нема опстанка енклава.

## Погром и дешавања по насељима
С обзиром на врло прецизно изведену хајку, може се говорити о врло организованом насиљу, које су екстремисти покренули у сврху потпуног етничког чишћења Косова и Метохије од Срба, као и ескалација насиља ради вршења притиска за добијања статуса Косова и Метохије као независне државе, као коначног решења за сукобе.
Заправо, ови немири су били само једна у низу акција системског етничког чишћења од Срба, које међународна заједница подржава на Косову и Метохији. Одређени подаци показују да се етнички састав у појединим местима у потпуности променио након погрома, али и да наставља да се мења.
Током погрома, појединци из албанске заједнице, руковођени сопственом савешћу, показали су примере солидарности према својим неалбанским суседима и колегама, склањајући их са улица, позивајући полицију или помажући у њиховој евакуацији. У руралним срединама је било примера албанских лидера који су зауставили албанске протесте, спречили улазак у српска села и уништавање њихове имовине. Међутим, има случајева у којима су и они сами постајали мета напада.
У наставку је преглед значајнијих дешавања у току дводневног погрома по насељима.

### Косовска Митровица
Град је до доласка КФОР-а 1999. године етнички подељен на северни и јужни део, при чему је јужни део настањен искључиво албанским становништвом, незаинтересованим за мултиетничко друштво, док је северни део града мултиетничког састава, односно у насељима „Три солитера”, „Микро-насеље” и „Бошњачка махала”, живе Срби, Албанци, Роми и Бошњаци. Број Срба у том граду је до доласка КФОР-а 1999. године износио око 16.000, а затим је њих око 2000 исељено из јужног дела града, тако да је у северном делу Митровице у моменту погрома било око 14.000 Срба.
Највећи окршаји су се десили управо у овом месту, јер у њему живи и највећи број Срба на Косову и Метохији. Они су се концентрисали око моста на Ибру, који раздваја два дела града, због чега је мост стратешки веома битан за читав град. 16. марта 2004. године, око 16.00 часова, након што су албански електронски медији објавили саопштење о утапању тројице албанских дечака у селу Чабра, припадници УНМИК полиције су блокирали Ибарски мост, који раздваја јужни и северни део града, у намери да предупреде евентуалне сукобе.
Наредног дана, већи број Албанаца се окупио у јужном делу града. Око 11.00 часова највећи део демонстраната предвођених групом од око 200 екстремиста, наоружаних ватреним оружјем и бомбама, упутио се ка Ибарском мосту. Део демонстраната успео је да пробије барикаду и уђе у северни део града, док се остатак сукобио са припадницима УНМИК полиције и малобројним снагама КПС-а. Истовремено, око 11.15 часова, око 150 лица српске националности се упутило ка мосту, у намери да спрече продор албанских демонстраната. Тада је започело каменовање Срба и припадника КФОР-а и УНМИК полиције из албанске стране града. Припадници УНМИК полиције употребили су сузавац, шок бомбе и гумене метке, док су припадници специјалне јединице УНМИК полиције из Пољске, око 11.30 часова покушали да блокирају прилазе главном мосту на Ибру. Први пуцњи из ватреног оружја регистровани су око 12.00 часова, из правца „Три солитера”, на Србе у северном делу града. Истовремено, албански екстремисти су почели да бацају „молотовљеве коктеле” на возила УНМИК полиције. Око 13.00 часова, албански екстремисти су успели да, преко пешачког моста, који се налази у близини „Три солитера”, уђу у северни део града. Онда се велики део српске масе покренуо ка том мосту трудећи се да спрече даљи продор албанских екстремиста у северни део града и да направе масакр већих размера. У исто време, албански терористи из зграда у насељу „Три солитера” су започели да бацају бомбе и отварају ватру из аутоматског оружја и снајперских пушака на припаднике међународних снага и српско становништво. Имали су подршку екстремиста који су, из правца градског парка у близини Ибарског моста, почели да пуцају на Србе у северном делу града. Том приликом убијени су Боривоје Спасојевић (рођен 1941. године) и Јана Тучев (рођена 1968. године), док је рањен Симеон Симеонов, УНМИК полицајац из Бугарске. У поподневним часовима, међународне снаге су успеле да успоставе ред у северном делу града, док су у јужном делу града веће групе Албанаца наставиле да размењују појединачну ватру са припадницима УНМИК-а и КФОР-а. Било је и појединачних пуцњева ка српском предграђу Брдо.
Демонстрације албанских екстремиста настављене су 18. марта, а група од око 1000 Албанаца, окупљена испред бивше зграде „Беобанке” је кренула ка северном делу града. Албански екстремисти су, у више наврата, покушали да запале цркву Светог Саве, у јужном делу Косовске Митровице, а око 12.30 часова, запаљени су конаци и помоћне просторије у дворишту цркве. Сама црква запаљена је око 18.00 часова. Спорадична пуцњава настављена је и током ноћи, а приликом размене ватре са албанским терористима, припадници КФОР-а су убили албанског снајперисту. У раним јутарњим сатима 19. марта, из насеља Тамник, у јужном делу Косовске Митровице, албански терористи су гранатирали северни део града.

### Свињаре
У мултиетничком селу Свињаре, које се налази на трећем километру пута Косовска Митровица — Приштина, до марта 1999. године је живело више од 300 Срба, који су се налазили у потпуном албанском окружењу. Пре бомбардовања у селу је живело око 900 Срба, а након тога село је напустило око 200 становника.
Албански екстремисти су од 12.00 до 13.00 часова 18. марта 2004. године, извршили напад на село и том приликом запалили већи број српских кућа и помоћних објеката. Уз помоћ припадника УНМИК полиције, мештани су, из зоне напада премештени у други крај села. Око 17.00 часова, из села су евакуисани жене и деца. Истог дана, припадници КФОР-а, присилно су евакуисали преостале Србе. На другом крају села, албански екстремисти започели су да пале српске куће и помоћне објекте. До 17.00 часова 20. марта из базе француског КФОР у северном делу Косовске Митровице, 120 становника села Свињаре је пребачено у Звечан. Након погрома у селу није остао нити један Србин.
С обзиром да су КФОР и УНМИК полиција извршили евакуацију Срба, не покушавајући да спрече пљачку и спаљивање српских кућа и поред тога што им се база налазила у близини села, они су таквим поступком само помогли Албанцима да избаце Срба из села. Спаљено је 134 кућа.

### Приштина
С обзиром да је у доба овог погрома Приштина била фактички етнички чиста, ово је само послужило да се из ње иселе малобројни преостали Срби. До доласка КФОР-а у Приштини је живело око 45.000 Срба, да би се током лета иселило готово комплетно српско становништво. До краја 1999. године је остало 900, а до 2002. године свега 225 Срба.
Албански екстремисти су запосели 17. марта 2004. године станицу УНМИК полиције у насељу Врањевац и запалили више полицијских теренских возила. Истог дана, нападнута је зграда „ЈУ програма”, у којој је живела већа група Срба. Албански екстремисти су зграду запалили, а око 30 грађана српске националности се склонило у један стан, како би се заштитили. Након више покушаја, снаге КФОР-а су евакуисале угрожене Србе у своју базу, док су Срби запослени у администрацији УНМИК-а пребачена на подручје централне Србије. Запаљена је и црква Светог Николе, а на храм Христа Спаса је покушан напад, који је КФОР зауставио. Црква Светог Николе је обновљена тек 2009. године. После погрома из Приштине су се иселили сви Срби, а касније се вратило њих 53.

### Чаглавица
Чаглавица је српско село, удаљено два и по километра од Приштине, које броји око 1500 становника. Пре 1999. године у селу је живело око 2200 Срба. Већина је остала и после, обзиром на компактност села које је скоро у потпуности било српско.
Албански терористи ранили су дечака Јовицу Ивића 15. марта 2004. године, који је у тешком стању превезен у болницу у Косовској Митровици. Овај догађај изазвао је протесте мештана Чаглавице, као и околних српских села (Грачанице, Сушице, Лапљег Села, Преоца и др.), који су блокирали магистралне путеве према Скопљу и Гњилану. Дошло је и до инцидената са локалним Албанцима.
У поподневним часовима 17. марта, након што су нешто после 13.00 часова кренули из Приштине, неколико хиљада Албанаца је стигло у село Чаглавицу. На улазу у село, наишли су на кордон припадника КФОР-а. Кордон су успели да пробију, а затим су ушли у северни део Чаглавице, где су, користећи молотовљеве коктеле, запалили десетак српских кућа и више аутомобила. У нападима Албанаца, који нису престајали ни наредне ноћи, хицима из снајперског оружја са околних брда, као и од бачених бомби, рањено је неколико Срба. Такође је запаљено неколико возила УНМИК полиције и повређено више од 10 припадника КФОР-а. Истог дана, припадници КФОР-а и УНМИК-а су евакуисали жене, децу и старце из Чаглавице у Лапље Село и Грачаницу. Око 18.00 часова, из Урошевца у Чаглавицу су стигли амерички војници, са 30 оклопних возила, чијим ангажовањем су албански нападачи потиснути ка Приштини. Већа група Албанаца окупљена на брду Ветерник, у близини Чаглавице, покушавала је 18. марта да продре до Чаглавице, али су их у томе спречили припадници КФОР-а који су стигли из НАТО базе Бонстил.
Срби чије су куће спаљене су наставили да живе у колективним центрима у Грачаници или код родбине, у околним српским селима.

### Грачаница
Грачаница је место на Косову и Метохији, које је названо по манастиру изграђеном у 14. веку. У њему, након сукоба на КиМ 1999. године, живе искључиво Срби. Број становника овог села се незнатно мењао од бомбардовања и износи око 4500 становника.
Након што су припадници међународних снага Србима из Грачанице онемогућили да се придруже протестима својих сународника у Чаглавици, они су 16. марта 2004. године извршили блокаду пута Приштина — Гњилане. У преподневним часовима 17. марта, из приштинског насеља Ајвалија, око хиљаду наоружаних Албанаца је кренуло према Чаглавици, Лапљем Селу и Грачаници, са намером да заузме ова српска места. Српско становништво у Грачаници је поставило препреке и организовало барикаде на путу према Приштини. Барикада је постављена и у оближњем селу Кишница, из правца Гњилана, где је такође дошло до сукоба са албанским екстремистима. Представници КФОР-а, након што су жене и деца из Чаглавице евакуисани у Лапље Село и Грачаницу, су сугерисали Србима из Грачанице да се наоружају и бране своје место, уз образложење да јединице КФОР-а нису у могућности да заштите њихове животе од напада албанских екстремиста.
Према извештају Општинске организације Црвеног крста, у Грачаницу је 19. марта, до 14.30 часова, пристигло око 200 избеглих лица из Липљана, Косова Поља и Кишнице. Део становништва је пронашао смештај код рођака, док је Црвени крст извршио прихват око 120 лица. Поред наведеног, 23. марта, припадници КФОР-а су у Грачаницу евакуисали око 200 Срба из војне базе у Приштини и из Обилића.

### Лапље Село
У Лапљем Селу, у близини Приштине, према проценама ОЕБС-а, до марта 1999. године је живело око 1.500 Срба и око 150 Рома.
Пред сам почетак напада албанских терориста на Чаглавицу, припадници УНМИК-а и КФОР-а су 17. марта 2004. године евакуисали српске жене, децу и старце из Чаглавице у оближње Лапље Село и Грачаницу. На самом улазу у село, током ноћи између 17. и 18. марта је долазило до сукоба албанских екстремиста и међународних снага безбедности.

### Обилић
Према подацима Организације за европску безбедност и сарадњу (ОЕБС), након оружаних дејстава на КиМ, 1999. године у општини Обилић је живело 3600 Срба, који су, осим у самом граду, били насељени и у селима Милошево, Бабин Мост, Племетина, Црквена Водица и Јанина Вода. До краја 1999. године у овој општини је остало око 1500 Срба и то углавном у околним селима, док је у самом граду живело њих 450.
Око 11.00 часова 17. марта је започео напад на Србе у Обилићу. Испред општинске зграде су се окупили демонстранти, међу којима је било највише ученика, којима су се касније придружили и одрасли. Гађали су каменицама општинску зграду. Део Албанаца у општинској служби се придружио нападачима. Око 14.00 часова су дошли на железничку станицу, где су напали око 16 старијих особа, које су чекале воз. Део Срба који се затекао на станици је успео да побегне, док су остали, након батинања, задобили тешке телесне повреде.
Наредног дана су све школе били затворене, а средњошколци, којима су се придружили и неки одрасли су наставили са насиљем. Уз демонстранте је ишао и камион пун камења, припремљеног за гађање. Најпре је запаљена православна црква, а затим су ушли у насеље Тодоровићи, где је живело 25 српских породица, које су бежале пред масом. Њихови станови су опљачкани и запаљени.
Истовремено су започели жестоки сукоби између албанских екстремиста и припадника међународних снага. Војници данског контингента КФОР-а, уз помоћ припадника УНМИК полиције су покушавали да задрже нападе Албанаца, док се не заврши започета евакуација Срба из Обилића. Том приликом, више од 50 Срба се нашло у окружењу албанских нападача, у Церској улици, у насељу у близини Термоелектране „Косово Б”, као и у згради тзв. „ЈУ програма”. Нападачи су, у групама, истовремено упали у неколико делова града насељеним српским становништвом и започели паљење кућа у којима је још било Срба. Оне који су покушали да побегну, Албанци су премлаћивали.
Припадници Косовске полицијске службе (КПС), нису спречили акте насиља према српском становништву и имовини. Неки од њих су се поставили испред масе нападача, указујући им на српске куће, које је требало напасти.
Током вечерњих часова, 18. марта, албански екстремисти су палили напуштене српске куће у Обилићу, док су на полицијску станицу бацили бомбу. Осим православне црква у центру Обилића, запаљена је и зграда амбуланте. Истог дана, до 14.00 часова, сви Срби из Обилића су протерани. Они су смештени у месту Лешак (општина Лепосавић), односно у кампове КФОР-а, код Косова Поља и Приштине.

### Косово Поље
До марта 1999. године, у овом месту је живело око 9.000 Срба и другог неалбанског становништва. До краја 1999. године остало је око 2.000, који су се временом исељавали, па је њихов број у тренутку погрома био и мањи. Сада их има око стотину. Смештени су у згради тзв. „ЈУ програма”, уз обезбеђење норвешких припадника КФОР.
Дана 17. марта 2004. године, из Косова Поља, протерани су сви преостали Срби и друго неалбанско становништво. Албанци који су аутобусима и колима пристизали из Дренице, су запалили зграду општине, организовали напад на Дом здравља у Бресју, школу „Свети Сава” и двадесетак српских кућа. Српске куће су спаљиване до темеља, а поред њих и сви помоћни објекти. Спаљене су обе православне цркве у Косовом Пољу — црква Светог Николе из 19. века, и црква Свете Катарине у селу Бресје, код Косова Поља.
Испред школе у Косовом Пољу, албански терористи су полили бензином и живог спалили наочиглед своје породице Златибора Трајковића (старог око 60 година), а тешко ранили Трифуна Стоиловића. Са тежим и лакшим повредама још неколико Срба је пребачено у болницу у Чаглавицу.
Порушен је велики број споменика на православном гробљу, а рушење се наставило и након погрома.
Уништено је око 106 српских кућа. Према сведочењу очевидаца, ватрогасци који су се налазили у близини запаљених објеката, нису покушали да угасе ватру и реаговали су само у случају када је претила опасност да се пламен рашири на албанске куће. Евакуацију становништва је извршила косовска полиција, док су се међународни полицајци бринули о евакуацији сопствених породица, и одбили су помоћи чак и оним Србима код којих су имали обезбеђен смештај. За спаљивање објеката је коришћена цистерна с бензином.
Након погрома, Срби чије су куће спаљене, су смештени у контејнере у селу Угљаре, где је премештена и општина. Република Србија им је обезбеђивала хуманитарну и скромну новчану помоћ.

### Липљан
У Липљану је до погрома ситуација била мирна. Срби су могли слободно да се крећу кроз град. До јуна 1999. чинили су већину становништва (око 6000), док је око 1500−1800 Албанаца живело у крајњем јужном делу града.
Неколико хиљада Албанаца су започели са нападима 17. марта око 14.00 часова. Нападачи су користили ватрено оружје и експлозивне направе. Србин, Ненад Весић је ватреним оружјем убијен у својој кући. Погинула су и два нападача: Невзат Рахмани и Арбен Шаља. Више особа је повређено. Неке комшије Албанци су покушали да спрече прилазак нападача српским кућама.
Око 17.00 часова је група нападача кренула у правцу старе средњовековне цркве Свете Богородице и нове цркве Светих Великомученика Флора и Лавра, ломећи све око себе. Око цркава је живело 800−1000 Срба. Бачене су бомбе на старијег човека, који је бежао пред масом, као и на свештеника у црквеној порти и обојица су након тога ухапшени, под оптужбом да су они бацили бомбе.
Припадници КПС-а су ишли испред масе и наређивали Србима да напусте куће, под изговором да неће моћи да их заштите од нападача. Евакуација је нападачима омогућила неометану пљачку и спаљивање кућа. Чешки и фински припадници КФОР-а, који су реаговали са закашњењем, су успели да спрече потпуно разарање цркве.
Повређени Срби из Липљана, са ранама од гелера, су смештени у болницама у Грачаници и Лапљем Селу. Део Срба из Липљана је избегао према Лапљем Селу, Грачаници и Сувом Долу, док су остали пребегли у северни део Липљана.
Опљачкано је и спаљено око 30 српских кућа и четири стана у згради ЈУ програма, а уништена је и општинска Канцеларија за заједнице. Медији су забележили изјаве људи из Липљана који су преживели погром и уништавање имовине.

### Призрен
С обзиром да се фактичко етничко чишћење Призрена спровело већ 1999. године, у години погрома је релативно мали број Срба доживео ову тортуру. До доласка КФОР-а у Призрену је живело око 12.000 Срба, готово сви су побегли пред Албанском најездом, па је у тренутку погрома у граду било око 60 преосталих Срба. У Призрену је знатније страдала српска културна баштина која се налазила у познатим манастирима.
Насиље у овом граду је започето 17. марта око 15 часова, када је велика група Албанаца долазила аутобусима из околних места. После ширења транспарената и узвикивања разних слогана кренуло је насиље спаљивањем пар УНМИК-ових возила, а касније и верских објеката. Током 17. марта 2004. године, на подручју Призрена, спаљени су Саборни храм Богородице Љевишке који датира из 12. века, црква светог Спаса из 14. века, Саборни храм Светог великомученика Георгија из 19. века, црква Светог Николе Тутићева из 14. века, црква Светог Георгија Руновића из 15. века, црква свете Недеље из 14. века, црква Светог Пантелејмона из истог периода и црква Светих Козме и Дамјана из 14. века. Запаљен је манастир Светих архангела, а братство од седам монаха је евакуисано. Истовремено, од стране албанских екстремиста, запаљене су и зграда Богословије „Кирило и Методије” и зграда Епископије, у којој се налазило седиште владике рашко-призренског. У подруму изгореле Богословије, пронађено је угљенисано тело Драгана Недељковића из Призрена. 18. марта, код немачке базе КФОР-а у Призрену, дошло је до сукоба између екстремних Албанаца и међународних мировних снага. Албанци су покушали да уђу у базу у којој је било склоњено 58 Срба, али је њихов напад одбијен. Демонстранти су уништили на десетине возила УНМИК полиције, службена возила УН, као и неколико приватних аутомобила.

### Пећ
Као и већина других градова и Пећ је етничко чишћење претрпео 1999. године те је погром марта 2004. био само завршетак овог процеса. Пре доласка КФОР-а у Пећи је живело око 20.000 Срба.
Дана 17. марта 2004. године, око 14.00 часова, на градском тргу у Пећи се окупило неколико хиљада Албанаца. Ситуација се знатно променило око 14.30 када је УНМИК полиција почела насумично да пуца на демонстранте. Након тога, демонстранти су каменовали зграду УНМИК администрације и спалили неколико возила УНМИК-а. За време тродневних немира, у Пећи су запаљене црква Светог Претече и црква Јована Крститеља.
Једна група од 200 до 300 Албанаца је око 15.00 часова кренула према Белом Пољу у коме је живело око 30-так мушкараца повратника. Италијански КФОР је успео да спречи улазак Албанаца у село, али су затим Албанци почели да пристижу са свих страна. Око 4-5.000 њих је успело да уђе у село и почело да пали и руши по селу. Спалили су око 25 повратничких кућа, трафо станицу, оскрнавили читаво српско гробље, српску православну цркву Ваведења Пресвете Богородице, која је настрадала још 1999. године, али је била делимично обновљена и оспособљена за богослужење и Стару митрополију са парохијским домом. КФОР је током дивљања масе убио Албанца Есата Тахирија, припадника бивше ОВК, у тренутку док је ножем насртао на Миладина Бачевића.
Срби су евакуисани у италијанску базу КФОР-а, у селу Загрмље. 18. марта, у 13.00 часова, у знак протеста због убиства Албанца, албански екстремисти су организовали демонстрације на којима се окупило више хиљада људи.

### Гњилане
Протест блокадом раскрснице на изласку из града, Албанци су у Гњилану започели 17. марта у 15.00 часова. Одатле су се упутили у део града насељен Србима. Куће су гађали каменицама, које су довезли трактором. Улазили су у куће, тукли затечене људе, разбијали покућство, пљачкали. Убијен је Слободан Перић, професор физичког васпитања у Техничкој школи, претучено је око 20, углавном старијих људи, спаљено је око 18 кућа, опљачкано или демолирано око 70 кућа, потпуно је уништено двадесет приватних возила, као и неколико УНМИК-ових возила које су користили српски полицајци, тог дана упућени на рад у Чаглавицу. Неки од комшија Албанаца су пружили уточиште Србима.
Потпуно демолирање православне цркве Светог Николе и зграде администрације УНМИК-а је спречила интервенција америчког КФОР-а. Наредног 18. марта је уведен полицијски час.

### Витина
Нереди у Витини су започели 17. марта око 17.30 часова. У њима је тог дана учествовала маса од око 300 Албанаца, који су каменовали људе и куће и при томе је неколико људи задобило тешке телесне повреде. Наредног, 18. марта нереди су били далеко организованији и масовнији. Око 1000 демонстраната је предводио Албанац с мегафоном у рукама. Тог дана је спаљено 10, а демолиране су многе куће. Спаљен је и УНМИК-ов школски аутобус који је превозио српску децу.
Неки од комшија Албанаца су са својим породицама изашли на улицу и покушали да спрече паљење српских кућа, док су припадници КФОР-а и УНМИК полиције само посматрали догађаје или обучени као цивили чак и сами учествовали у нередима, палећи српске куће. 18. марта, су тек након завршених нереда затворили приступ деловима града насељеним Србима. Српски полицајци су оба дана задржани у полицијској станици.
Срби из Витине су евакуисани у Врбовац.

### Вучитрн
У Вучитрну на централном тргу се 17. марта окупило око неколико стотина Албанаца, који су скандирали против УНМИК-а, који не штити права Албанаца, посебно деце. Демонстрације су се тог дана завршиле без инцидената. Наредног дана, у поподневним часовима су почели поново да се окупљају, а њихов број је растао са падањем мрака. Најпре су око 16.30 часова спалили цркву Светог Илије, а затим су се упутили према ашкалијском делу насеља.
У Вучитрну је живела ашкалијска мањинска заједница од 95 породица, са 434 чланова. Већина су били повратници, који су живели у обновљеним или новоизграђеним кућама. Спаљене су готово све њихове куће. Евакуацију Ашкалија су око 19 часова организовали косовски полицајци, а помагали су им остали грађани Албанци.
Из Вучитрна се насиље пренело на село Слатина, где је спаљено 15 српских кућа, од којих су 8 биле напуштене. Тако су у Слатини, које је пре 1999. имала 130 српских кућа, остала само њихова згаришта. Неколико Срба је претучено, двоје од њих су тешко повређени и пребачени у болницу у Косовској Митровици. Евакуација је извршена у последњем тренутку.
Око 18.00 часова Албанци из села Судимља су започели оружани напад на село Гојбуља, у коме је живело око 200 Срба. У селу се налазило десетак припадника француског КФОР-а, који су се нашли затечени нападом и пошто нису били у стању да бране мештане, предложили су им евакуацију. Тог дана се један део мештана већ налазио у Косовској Митровици, где су отишли у набавку по намирнице, али нису успели да се врате. Евакуисани су жене, деца и болесни у базу КФОР-а у Новом Селу, док је у селу остало око четрдесетак мушкараца, који су, без хране, организовали самоодбрану. Евакуисани мештани су се након недељу дана вратили својим кућама.

### Урошевац
У Урошевцу је живело 12 Срба, само старци, под надзором грчког КФОР-а. Они су два пута месечно одлазили у набавку намирница или код лекара у Штрпце, такође у пратњи КФОР-а.
Дана 17. марта су у Урошевцу организоване демонстрације, током којих су каменоване српске куће. Срби нису обраћали пажњу на такве изгреде, с обзиром да су им се сличне ствари већ раније повремено догађале. 18. марта око 3.000 је поново протестовало градом, а затим се већа група њих упутила према српским кућама. Припадници грчког и америчког КФОР-а су одлучили да евакуишу Србе у базу грчког КФОР-а. Неке од старица нису имале поверења у КФОР и противиле су се евакуацији, па су на силу изнете из својих кућа. Приликом евакуације Албанци су их каменовали, амерички војници су их штитили својим телима, а једна старица је задобила тешке повреде на нози. Након што су старци напустили своје куће, оне су запаљене, о чему су обавештени наредног дана. При томе је једној од старица, која је била срчани болесник позлило и она је у року од 15 минута умрла.
Демонстранти су пуцали на припаднике КФОР-а, бацали гранате и флаше са бензином. КФОР је у намери да растера демонстранте пуцао у ваздух и бацао сузавац из хеликоптера. Током два дана је повређено 46 људи, а погинуо је један човек Алумухамет Мурсели.
На Саборни храм Светог Уроша су бачене три ручне гранате, и најмање 19 војника КФОР-а и УНМИК полицајаца је рањено, у покушају да га заштите.
Разорено је градско гробље као и следеће цркве у околним селима: Црква Св. Илије у селу Варош, црква Св. Петра и Павла у Талиновцима као и Црква пресвете Богородице у селу Совтовић.

### Ђаковица
На улицама Ђаковице се 17. марта око 14.00 часова окупило више од хиљаду Албанаца. Неки од њих су дошли аутобусима из околних села. Након шетње градом су се окупили испред општине, где су им се обратили представници општине изражавајући солидарност са демонстрантима. Да би спречили увећање окупљене масе, италијански КФОР је затворио улице које су водиле према згради општине.
Након тога су демонстранти претукли једног странца, због чега је једно борно возило КФОР-а прошло кроз масу. Након тога су демонстранти кренули на српске цркве, цркву Светог Лазара, преостале звонике Саборне цркве Свете Тројице и цркву Успења Пресвете Богородице Ђаковица, коју су даноноћно чували припадници италијанског КФОР-а, јер је у њеној порти живело пет старица, једини преостали Срби у Ђаковици. Старице су једва евакуисане пред налетом масе. Све цркве су спаљене.

### Штимље
Мештани општине Штимље, 17. марта нису били информисани о догађајима широм Косова и Метохије и нису обраћали пажњу на албанске протесте. Протести су у вечерњим сатима постали насилни, бацани су молотовљеви коктели на српске куће. Све српске куће су опљачкане и спаљене, осим једне коју је узурпирао Албанац. Спаљена је и православна црква Светог архангела Михаила. Један Србин, који је изашао на улицу, након што му је у двориште бачен молотовљев коктел, је лакше повређен. Сви Срби из Штимља су, и поред противљења да напусте своје куће, пре поноћи евакуисани у српска села у општини Липљан.

### Остала насеља
Поред ових већих насеља са озбиљнијим сукобима ништа боље нису прошла ни остала. У свима је режија била веома слична: са застрашивањем српског становништва и паљењем како кућа тако и православних цркава. У околини места Србица која је етнички очишћена још 1999. године, страдао је манастир Девич. Претходно су војници КФОР-а евакуисали све монахиње, а након тога је најмање 1000 екстремиста опустошило и запалило манастир. У Подујеву су Албанци у потпуности демолирали православно гробље. Према сведочењу чешких војника КФОР-а, албански екстремисти су вадили ковчеге из гробова, растурали кости и ломили надгробне споменике.
Током Мартовског погрома, у општини Штрпце, у селу Драјковцу, убијена су двојица Срба, Добри Столић (50 година) и његов син Борко Столић (22 године). Они су убијени испред куће у Драјковцу у коју су смештени након што су морали да напусте Урошевац 1999. године.
Погромом су погођена и следећа места: Косовска Каменица и Ораховац.
На села Бича и Грабац је 17. марта кренула маса од 1.500 Албанаца из Клине. Пролазећи кроз село Штупељ, представник села Исмет Даути, успео је да врати масу. Током ноћи се чула пуцњава с околних брда, због чега је италијански КФОР Србе из ова два села евакуисао камионима у своју базу у близини Ђаковице и хеликоптерима у српско село Осојане. 18. марта једна српска кућа из Биче је спаљена, а три су опљачкане и демолиране. Срби су се вратили својим кућама 25. марта. Том приликом их је посетио представник општине Клина и обећао да ће општина врло брзо поправити куће и надокнадити штету. Након тога, селима свакодневно патролира косовска полиција.

## Учешће
Према изјави портпарола УНМИК-а Дерека Чепела, у немирима је учествовало преко 50.000 Албанаца, док је један функционер Стејт департмента изјавио да мартовски догађаји нису били спонтани, да су их започели екстремисти, а да је у њима на крају учествовало око 70.000 људи.
Представници УНМИК-а су тврдили се да су свих 3.000 међународних полицајаца и 6.000 припадника Косовске полицијске службе, такође под командом УНМИК-а, били у време нереда на улицама како би се супротставили насиљу. Шеф УНМИК-а, Хари Холкери, се два месеца након погрома повукао са те функције „због погоршаног здравственог стања”.

## Последице погрома 2004

### Непосредне последице
Не знају се прецизни подаци о броју изгнаних Срба из својих кућа, али се говори о минимално 4.000. Током погрома погинуло је 28 људи, 35 православних манастира је уништено или скрнављено, а око 930 српских домова је спаљено и уништено. Слични подаци се помињу и у извештају УНМИК-а, односно мисије ОЕБС-а, где је наведено да је кампања етничког чишћења трајала три дана и за собом оставила 19 мртвих (8 Срба и 11 албанских нападача), 954 повређених, 4100 расељених лица, 550 кућа и 27 православних цркава и манастира је спаљено и додатно 182 куће и две цркве оштећено.
Етнички је очишћена Приштина, а Чаглавица, прво село и до тада најстабилнија српска енклава јужно од Приштине, је убрзо постало велико албанско приградско насеље. Срби су протерани из Призрена, Ђаковице, Пећи, Урошевца, Штимља, Подујева, Гњилана (које је до 1999. године имало процентуално највише Срба), Липљана (до тада најбољи пример мултиетничке вароши), Обилића, Косовог Поља, Бресја, Свињара, исто као из повратничких метохијских села Бело Поље, Бича и Грабац.
Поред напада на Србе, Албанци су нападали и снаге КФОР-а и УНМИК-а, тако да је велики број припадника ових снага теже или лакше повређено. Косовска полицијска служба се углавном држала по страни, осим у северном делу Косовске Митровице, где су већином етнички Срби. Србија је 21. марта 2004. прогласила дан жалости због жртава током немира.

#### Убијени Срби
- Спасојевић Боривоје (1941), 17. март, Косовска Митровица, покошен рафалом
- Јана Тучев (родом из Македоније, 1968), 17. март, Косовска Митровица, убијена из снајпера
- Ненад Весић (1950) 17. март, Липљан, подлегао ранама задобијеним од бомбе
- Добривоје Столић (1954), 17. март, Драјковци код Штрпца, убијен пуцњем на кућном прагу
- Борко Столић (1982), 18. март, Драјковци код Штрпца, подлегао ранама задобијеним пуцњем на кућном прагу
- Слободан Перић (1952), 17. март, Гњилане, избоден металном шипком
- Златибор Трајковић (1951), Косово Поље, спаљен
- Драган Недељковић (55), 17. март, Призрен, изгорео у згради богословије у Призрену

#### Списак порушених цркава и манастира
Овај списак обухвата само већа оштећења, док постоје православни објекти који су имали нека мања скрнављења и оштећења.
| Р.бр. | Црква/манастир                                        | Место                              | Старост | Напомене |
| ----- | ----------------------------------------------------- | ---------------------------------- | --- | --- |
| 1     | Храм Богородице Љевишке                               | Призрен                            | 14. век | Под надзором специјалног одреда КФОР запаљен изнутра и опљачкан, олтарски простор оскрнављен, часна трпеза разбијена, велика оштећења фресака                                     |
| 2     | Храм Христа Спаса                                     | Призрен                            | 14. век | Запаљен и опљачкан у присуству КФОР |
| 3     | Саборни храм Св. Георгија                             | Призрен                            | 1856. године                                                                                                  | Запаљен и миниран у присуству КФОР |
| 4     | Црква Светог Николе (Тутићева црква)                  | Призрен                            | 14. век | Демолирана, запаљена изнутра, тешко оштећена |
| 5     | Стара црква Светог Георгија (Руновићева црква)        | Призрен                            | 14—16. век. Од 1999. служила КФОР-у за складиштење огрева и бодљикаве жице                                    | Запаљена изнутра и тешко оштећена |
| 6     | Црква Светих врача Козме и Дамјана                    | Призрен                            | 19. век, на темељима старије цркве                                                                            | Спаљена |
| 7     | Црква Свете Недеље                                    | Призрен                            | 1968. на остацима цркве из 14. века                                                                           | Спаљена у присуству КФОР |
| 8     | Црква Светог Пантелејмона                             | Поткаљаја, Призрен                 | 1937. на темељима цркве из 14. века                                                                           | Спаљена у присуству Мисије УН и КФОР. |
| 9     | Црква Свете Недеље                                    | Призрен, Живињане                  | 1936. | Минирана и уништена |
| 10    | Манастир Светих Архангела, са црквом Св. Арханђела    | Јабланица (Призрен)                | 14. век | Запаљен и опљачкан у присуству немачког КФОР |
| 11    | Црква Свете Недеље                                    | Ораховац, Брњача                   | 14. век, обновљена 1852. године, демолирана у II светском рату, реконструисана 1975.                          | Запаљена и уништена у присуству Мисије УН и КФОР |
| 12    | Црква Успења Пресвете Богородице                      | Ђаковица                           | 16-19. век | Запаљена и сравњена са земљом у присуству Мисије УН и КФОР |
| 13    | Саборна црква Свете Тројице                           | Ђаковица                           | 1994—1999 на месту порушене из 1940.                                                                          | Сравњена са земљом два звоника преостала од уништења 1999. |
| 14    | Црква Светог Лазара                                   | Ђаковица, Пискоте                  | 1991—1994 | Уништена заједно са гробљем |
| 15    | Црква Светог Илије                                    | Ђаковица, Бистражин                | 1918—1941 спаљена, обновљена 1992.                                                                            | Минирана и потпуно уништена у присуству КФОР |
| 16    | Манастир Девич са црквом Ваведења Пресвете Богородице | Лауша, Србица                      | 15. век | Запаљен и уништен у присуству француског КФОР. Отворена и оскрнављена гробница Јоаникија Девичког. Уништено око 20 помоћних манастирских објеката, попут конака, магацина, штала. |
| 17    | Црква Зачећа Светог Јована Претече (Митрополија)      | Пећ                                | 1982. на месту старијег храма                                                                                 | Руинирана и запаљена заједно са митрополијом и парохијским домом, под цивилном и војном управом Мисије УН.                                                                        |
| 18    | Црква Богородичног Ваведења                           | Пећ, Бело Поље                     | 1866—1808, запаљена 1999, делимично обновљена 2003.                                                           | Запаљена |
| 19    | Црква Светог Јована Претече                           | Пећка бања                         | | |
| 20    | Саборни Храм Цара Уроша                               | Урошевац                           | 1926—1933 | Запаљен у присуству КФОР. Деветнаест војника КФОР-а и УНМНИК-а су били рањени. Уништено је оближње гробље.                                                                        |
| 21    | Црква Светог Илије                                    | Урошевац, Некодим                  | 1975. | Уништена након повлачења КФОР-а који је чувао цркву |
| 22    | Црква Светог Петра и Павла                            | Урошевац, Талиновац                | 1840. Демолирана и запаљена 1999.                                                                             | Запаљена и демолирана, уништено гробље. |
| 23    | Црква Рођења Пресвете Богородице                      | Урошевац, Софтовић                 | између два светска рата                                                                                       | Уништена заједно са православним гробљем. |
| 24    | Црква Светог Пантелејмона                             | Косовска Каменица, Доња Слапашница | 19. век | Запаљена у присуству КФОР |
| 25    | Црква Светог Архангела Михаила                        | Штимље                             | 1920. године на темељима старије цркве. Оскрнављена и демолирана 1999. јануара 2004. запаљен звоник           | Девастирана. Цркву је пројектовала прва жена архитекта у Србији Јелисавета Начић а иконе Светог Саве и Светог Симеона које су се налазили у цркви осликао је Урош Предић.         |
| 26    | Црква Светог Николе                                   | Приштина                           | 1830, тешко оштећена бомбом 1999.                                                                             | Запаљена са парохијским домом, изгорели иконостас, иконе и целокупна архива. |
| 27    | Црква Светог Николе                                   | Косово Поље                        | 1940. године (на темељима старије цркве)                                                                      | Запаљена изунутра и демолирана, опљачкан парохијски дом |
| 28    | Црква Свете Катарине                                  | Косово Поље, Бресје                | 19. век (порушена), обновљена после I и II светског рата                                                      | Оскрнављена и демолирана у присуству КФОР |
| 29    | Црква Светог Илије                                    | Вучитрн                            | 1834. на месту старије цркве. Црква и парохијски дом демолирани и запаљени 1999.                              | Спаљена у присуству КФОР. |
| 30    | Црква у Прилужју                                      | Вучитрн                            | | |
| 31    | Црква Светог Михаила                                  | Обилић                             | из новијег периода                                                                                            | Запаљена изнутра, Албанци су запалили гуме унутар цркве што је направило велику штету.                                                                                            |
| 32    | Црква Светог Саве                                     | Косовска Митровица                 | 1896—1912 | Запаљена и девастирана са портом у присуству Мисије УН |
| 33    | Црква Светог Андреја Првозваног                       | Подујево                           | 1930. године, делимично оштећена у II светском рату, обновљена 1971, спаљена 1991, накнадно девастирана 2002. | Тешко оштећен олтарски простор |
| 34    | Црква Св. Петра и Павла                               | Исток                              | / | Оштећена |

Број страдалих грађевина је знатно већи од броја наведених локација, обзиром да сваки храм има и пратеће објекте, као што су манастирски конаци, радионице, парохијски домови и сале за народ, гробља уз храмове и капеле, који су део изграђене богослужбене целине.

#### Друга културна добра
| Р.бр. | Назив                                                                        | Место   | Старост                                  | Напомене                                       |
| ----- | ---------------------------------------------------------------------------- | ------- | ---------------------------------------- | ---------------------------------------------- |
| 1     | Призренски Град или Тврђава Каљаја                                           | Призрен | 11. век                                  | Оштећена                                       |
| 2     | Стамбени, занатски и трговачки део града — Поткаља, Пантелија и Поток махала | Призрен | 19. век, прва половина                   | Велики број објеката изгорео у присуству КФОР. |
| 3     | Призренска богословија                                                       | Призрен | 1872. Уништена капела 1999.              | Запаљен и девастиран цео комплекс              |
| 4     | Епископска зграда                                                            | Призрен | 1960. Од 1999. главни штаб немачког КФОР | Запаљена, демолирана и потпуно уништена        |

### Далекосежне последице
Упркос јавним осудама насиља, у позадини мартовског погрома 2004. су стајале две далекосежне и успешно изведене намере:
- Убрзавање решавања статуса Косова и Метохије. Непосредно након погрома, убрзан је рад на преношењу надлежности привремених институција на Косову и Метохији, започети су преговори о коначном статусу Косова и Метохије, након чега је уследило самопроглашавање независности.[7]
- Даље етничко чишћење Косова и Метохије од Срба, као главне препреке на путу ка независности и свеалбанском уједињењу. Након етничког чишћења, један део прогнаних, чије су куће и станови уништени су добили смештај у импровизованим колективним центрима или приватно на Косову и Метохији, док се добар део одселио у централни део Србије. У свести српског становништва су урезани страх од неизвесности и бесперспективности живљења на Косову и Метохији. Мада су неке куће обновљене, већина прогнаних се није вратила у њих из страха да ће бити поново нападнута, а њима намењене обновљене куће су убрзо поново девастиране. Започело се са планском и организованом узурпацијом, експропријацијом, масовном купопродајом српских кућа и имања, те изградњом нових објеката и инфраструктуре на њиховом месту.

## Реакције
Реакције светских званичника на насиље сепаратиста на Косову се мењала из дана у дан. У почетку су биле необјективне и вођене непотврђеним вестима објављеним у албанским и светским медијима, о одговорности Срба за дављење албанске деце, на основу чега су онда и за насиље над Србима оптуживани Срби. Тако је портпарол КФОР-а, Штефан Реценберг, на дан ескалације насиља, 17. марта, с пуно разумевања за албанску страну, говорио о „губитку живаца” албанске стране, због случаја с албанском децом, након напетости и дуге неизвесности око статуса Косова.
Амерички Стејт департмент је осудио инциденте озбиљног насиља на Косову, укључујући и сукобе између српске и албанске стране, који су изазвали смрти и рањавања, док је помоћник заменика америчког државног секретара Кетлин Стивенс дала своју оцену да је тренутни статус Косова неприхватљив и истом приликом опоменула владу у Београду да су напади на сакралне објекте неприхватљиви.
Европске владе су углавном остале уздржане, једино су Русија и Француска изразиле свој став о погрому. Русија је 19. марта на гласању у Думи позвала међународну заједницу да дозволи повратак Војсци Србије и Црне Горе и осудила УНМИК и КФОР да су неспособни да успоставе ред и мир на Косову и Метохији.
Савет безбедности је на својој ванредној седници позвао све стране на престанак насиља, а нешто касније, секретар Уједињених нација Кофи Анан је упозорио да је намерно циљање кућа и верских локација као што су цркве, гробља и манастири срамотно и неоправдано. Он је позвао Албанце да омогуће свима мањинама нормалан живот у покрајини.
Међународна организација за људска права Хјуман рајтс воч је оценила да су последице могле бити мање да се 17. и 18. марта није распала целокупна безбедносна структура на Косову, истичући да се догодило етничко чишћење и уклањање читавих српских и ромских заједница као јасне мете, да су у градовима које су обишли буквално све српске, ромске или ашкалијске куће спаљене, док су албанске остале нетакнуте и упозоравајући да ће се тај процес наставити уколико међународна заједница не буде показала вољу да га заустави, а да ће резултат бити једнонационално Косово, што је потпуно неприхватљиво, посебно у балканском контексту.
Представник УН администрације на Косову Хери Холкери је изјавио да осуђује сваки вид насиља, али је навео да је „етничко чишћење” прејака реч за спаљивање само пар српских цркава, што је изазвало оштре реакције међу српским политичарима.
С друге стране командант НАТО-а за јужна Европу, Грегори Џонсон, је изјавио: „талас насиља широм Косова у претходна два дана изгледа да је организован и оркестриран. Говорити о међуетничком конфликту на Косову је велика лицемерна лаж. Оно што се дешава на Косову је погром против једног народа и његове историје”. Џонсон је пензионисан у децембру исте године.
Специјални координатор Пакта стабилности југоисточне Европе, Ерхард Бусек је оценио да су последње немире на Косову покренули албански политичари и да се не ради ни о каквим спонтаним нападима на српску мањину, већ да иза насиља стоји предизборна стратегија појединих албанских партија.
Петер Шидер, председник Парламентарне скупштине Савета Европе, се обратио косовском премијеру Бајрамију Реџепију писмом, у коме је осудио недела руље, али и одсуство албанских лидера у јасној и недвосмисленој осуди насиља, после чега је Реџепи признао кривицу, иако је све дотле оптуживао српске екстремисте.
Ужаснут сам бруталношћу, уништеним школама, онемогућавањем деце да се образују, уништавањем цркава у којима су људи желели само да се моле. Срби су храбри и морају остати овде, морају покушати да обнове своје домове, а ми ћемо им у томе помоћи— Хавијер Солана, представник Европске уније за спољну политику и безбедност, приликом посете Косову Пољу 24. марта
Ричард Холбрук је констатовао да се насиље на Косову могло предвидети, јер међународна заједница није направила напредак у одређивању коначног статуса Косова. Он је након погрома подсетио на своју оцену донету шест месеци раније, када је упозорио да би насиље могло да ескалира, ако решење за Косово буде одлагано. Осудио је САД, УН и ЕУ што нису урадили ништа за решавање коначног статуса покрајине.
Председник Косова Ибрахим Ругова је изјавио да би хитно требало донети одлуку о независности Косова, јер би то решило многе проблеме.
Већина западних медија, током погрома су извештавали о оправданој албанској нестрпљивости по питању коначног статуса Косова, инсистирали на неопходности преокрета у демократском развоју Србије, оцењујући новоизабрану владу Србије као националистичку и стављајући јасно до знања да Косово не може бити враћено под строгу контролу Србије, те позивали на брзо решавање статуса Косова. У западним медијима су посебан публицитет добиле изјаве Хашима Тачија, лидера Демократске партије Косова (ПДК), који је тих дана држао предавања на Институту за мир у Вашингтону:
Независност Косова је предуслов стабилности у региону.— Хашим Тачи, 20. 3. 2004
Одвајањем Косова Београд нема шта да изгуби, јер Косово никада није било део Србије, зато што је њиме увек управљано на силу.— Хашим Тачи, 20. 3. 2004
Годинама касније Тачи је оставио и своје утиске о мартовском погрому.
Две хиљаде четврте се десило оно што је најмање требало да се догоди на Косову, десило се нешто што је било срамно за Косово, догодило се спаљивање неколико цркава, неколико кућа. Ако мене лично питате, и тада, а и данас се осећам посрамљено због било кога ко је то учинио.— Хашим Тачи 2017.
У остале делове Србије су стизале драматичне и контрадикторне вести о догађајима на Косову и Метохији. Српска јавност и политичари нису одмах имали праву представу о обиму насиља. Фиксне телефонске везе су се налазиле у прекиду, мобилна телефонија је примала само долазне позиве, а у функцији су се налазиле једино црквене радио-мреже. Слике погрома су до Београда и других светских престоница путовале необично дуго. Албански и страни новинари, који су располагали бољом опремом, нису желели да ризикују свој живот и залазе по запаљеним српским селима, тако да су прве аутентичне слике са терена јужно од Косовске Митровице почеле да пристижу тек неколико дана касније. Државна телевизија је споро реаговала на догађаје и није била једина. Због наводног непрофесионалног извештавања и готово непримећивања онога што се дешавало прве ноћи на Косову и Метохији, убрзо је смењен директор и главни и одговорни уредник државне телевизије Александар Црквењаков и на његово место је постављен Александар Тијанић. За професионално извештавање надлежни за медије су похвалили РТВ БК и ТВ Пинк.
Савезни министар за одбрану заједнице СЦГ, Борис Тадић је током погрома боравио у Братислави, на Међународној конференцији представника НАТО земаља, где је искористио прилику да тражи моментално заустављање насиља над српским живљем, као и заштиту њихове имовине. Од државника и високих НАТО функционера је тада добио уверавања како ће све бити учињено у циљу стабилизације стања. Министар је истом приликом поновио захтев да се према Резолуцији 1244 у састав КФОР-а уврсте и припадници Војске СЦГ, што западне силе нису подржале, али је од војног министра Велике Британије добио недвосмислено уверење како ће Велика Британија, у случају потребе и на захтев заједнице СЦГ, послати колико год буде било потребно својих нових војника. По повратку у Србију, Тадић је оценио како би увођење снага безбедности СЦГ на Косово и Метохију имало супротан и лош ефекат, јер би снаге КФОР-а, у том случају, престале да бране српски живаљ и ушле у сукоб са снагама СЦГ.
Ипак, по одлуци владе Србије организовање одбране, у најугроженијим српским срединама на КиМ, где су снаге КФОР-а биле слабе или их уопште није било, преузео је Координациони центар Србије за Косово и Метохију. Председник Координационг центра Небојша Човић је 18. марта дошао у Косовску Митровицу, како би смирио ситуацију код преосталих Срба и организовао заштиту њихове имовине, налазећи се у сталном контакту са шефом УНМИК-а Харијем Холкеријем. У саопштењу за јавност Човић није објаснио детаље о организовања одбране, али је изјавио:
Ово је можда одсудна битка за Космет и опстанак Срба на Косову и Метохији и ми морамо да је добијемо.— Небојша Човић, 19. март 2004
Министар за националне мањине Расим Љајић је рекао: „Ово што се сада дешава на Косову је доказ пада међународног права”.
Српске снаге безбедности су појачале контролу на административним прелазима са покрајином како не би дошло до преласка екстремиста са обе стране.
Дана 17. марта око 20:00 часова, на главним улицама већих градова: Београд, Ниш, Нови Сад, су се окупили демонстранти у протестној шетњи, поводом догађаја на Косову и Метохији. Нешто касније, демонстрације су ескалирале у насиље, хулигани су запалили џамију у Нишу, нападнуто је седиште исламске заједнице у Новом Саду, а након поноћи, након што је пробијен кордон полиције, начињена је већа штета, а затим је запаљена Бајракли џамија у Београду. Такође су демолирани објекти за које се веровало да се налазе у власништву Албанаца. Јаке полицијске снаге су применом сузавца успеле да заштите амбасаду САД у Београду од демонстраната.
Више хиљада грађана, највиших државних званичника и црквених великодостојника, на челу са премијером Војиславом Коштуницом и Патријархом Павлом одржали су 18. марта молебан испред Храма Светог Саве у Београду. Премијер је оштро осудио нападе, те изјавио да НАТО и УН нису у стању да обезбеде сигурност за Србе на Косову и Метохији и обећао:
Сачуваћемо га и данас као и кроз толико векова, али не насиљем, већ љубављу, милосрђем, на све начине показујући да смо другачији— Војислав Коштуница, 19. март 2004
Представници међународне заједнице су оцениле да више од 20.000 припадника међународних снага нису били спремни, или нису хтели, да осујете и спрече немире. Све НАТО чланице су, након ових догађаја војно појачале присуство у покрајини и то: Данска додатних 100 војника, Немачка 600, Француска 400 и Уједињено Краљевство 750.

## Судски поступци
Поред осуда и ужасавања свих међународних актера, многи учесници су остали некажњени. Нико од званичника албанских власти који су позивали на демонстрације поводом наводног учешћа Срба у дављењу деце, као ни званичници КПС-а нису позвани на одговорност. Процењује се да је у погрому учествовало преко 50.000, а процесуирано је свега 400 особа.
До марта 2010. године приведено је 143 особа, од којих је само 67 задржано у затвору дуже од једне године. КПС је примила преко 1400 жалби у вези са злочинима који су почињени у нередима. Према извештају ОЕБС-а, већина тужби је ублажена, са погрешно класификованим злочином. Чак и за тако смањене тужбе казне су још више ублажаване. На примеру суда у Пећи који је против оптуженог подигнуо оптужницу за учествовање у групи која је спречила полицију у вршењу своје дужности, иако је у извештају стајало и то да је та група каменовала полицију и запалила већи број српских кућа. Поред тога, сведоци који су се у првобитним извештајима помињали, нису се појављивали на рочиштима. Често се дешавало да и сами сведоци, најчешће албанске заједнице мењају исказе. Тиме су сви судски процеси доведени у питање, а иначе били средство за заташкавање тешких злочина. Нико није оптужен за убиство, и све изречене казне за ионако смањене оптужбе су биле минималне и у великом броју случајева су преиначене на условну слободу.
Главни организатори и подстрекачи насиља нису процесуирани. Иако је до тада било ухапшено и неколико истакнутих команданата ОВК, познатих по убијању Срба, они су убрзо пуштани због недостатка доказа. На одговорност нису позивани ни челници међународних мировних снага, чији је задатак чување реда и мира на Косову и Метохији од јуна 1999. године.
Еулексов тужилац је јула 2017. године, као главне организаторе и реализаторе нереда убистава и погрома оптужио четири особе: Бедрија Краснићија, Аљбана Диздарија, Бајрама Кичмарија и Фаика Краснићија, наводећи да су имали подршку у то време највиших структура ОВК, са циљем преузимања целе територије Косова и Метохије насељене Албанцима. Неки од оптужених су у више наврата хапшени, али су исти након политичких интервенција из иностранства пуштани на слободу.

## Филмови
О догађајима је снимљено неколико документарних филмова:
- „Косовско пролеће” — Глас југа/Српско слово (2004)
- „Ране божура” — видео-записи новинара РТС Светлане Вукмировић (2004)
- „Косово: Можете да замислите?”, Борис Малагурски (2009)
- „Злочин без казне 17. март 2004.”, ТВ Мост и Канцеларија за КиМ РС (2013)
- „Погром након десет година 17. март 2004—17. март 2014”,
- „Страдање Срба на Косову и Метохији 1998—2004”, група студената Филозофског факултета, Косовска Митровица, ТВ Мост и Канцеларија за КиМ РС (2014)
- „17. март поуке и поруке”, РТК2 (2014)

## Галерија
- ТАНЈУГ-ова фотографија цркве, непосредно након Мартовског погрома 2004. године
- Српкиња обилази опустошени манастир Девич
- Српкиња обилази порушено гробље у Ђаковици
- Манастир Девич после погрома
- Порушено и запаљено све српско у Призрену
- Уништена српска кућа у Призрену
- Спаљена православна црква у Призрену
- Манастир Девич - оскрнављена унутрашњост цркве